# Colius castanotus
O siripipi-de-benguela (Colius castanotus), também conhecido por rabo-de-junco-de-angola ou rabo-de-junco-de-dorso-vermelho é uma espécie de pássaro da família Coliidae. É endémico de Angola e também pode ser encontrado na República Democrática do Congo. Não são conhecidas subespécies.

## Características
O siripipi ou seripipi, é um pássaro frugívoro, da família dos Coliídeos, tem 35 cm de comprimento e pesa 45 a 60g sendo nativo de Angola. Apresenta uma crista e cauda duas vezes superior ao tamanho do corpo em ambos os sexos. A sua plumagem é cor-de-canela, a face é negra, o peito e a garganta são cinzentos, o ventre tem um tom dourado pálido e a rabadilha é vermelha.

## Hábitos
Vive em matas e na orla das florestas. Voa pausadamente devido ao comprimento da cauda, normalmente em bandos de 5 a 8 indivíduos e em fila indiana. Alimenta-se de rebentos, folhas e frutos de vegetação variada.

## Reprodução
O ninho, em forma de taça, é construído em conjunto pelo casal, com materiais vegetais e penas, ficando oculto entre a vegetação e por vezes junto ao solo. A fêmea põe normalmente 2 a 5 ovos que são incubados por ambos, durante 2 na 3 semanas. A incubação começa no momento da postura do primeiro ovo, levando a que haja no ninho crias em vários estádios de desenvolvimento. Os juvenis estão aptos a voar ao fim de 17 dias.